# Ingrid Martins
Ingrid Gamarra Martins (født 22. august 1996 i Rio de Janeiro, Brasilien) er en professionel tennisspiller fra Brasilien.